# 天主教威特布拉教区
天主教威特布拉教區（拉丁語：Dioecesis Veetebulaensis）是印度尼西亞一個羅馬天主教教區，範圍僅包括松巴島，屬古邦總教區。2004年有教友120,000人、19個堂區、66名司鐸。現任主教為Edmund Woga。
1959年10月20日自英德代牧區建監牧區，1969年2月6日升為教區。